# Вяетса (волость)
Вя́етса (ест. Väätsa vald) — волость в Естонії, одиниця самоврядування в повіті Ярвамаа з 12 грудня 1991 по 22 жовтня 2017 року.

## Географічні дані
Площа волості — 195 км2, чисельність населення на 1 січня 2017 року становила 1225 осіб.

## Населені пункти
Адміністративний центр — селище Вяетса (Väätsa alevik).
На території волості також розташовувалися 10 сіл (küla): Аазувялья (Aasuvälja), Віссувере (Vissuvere), Вяльятаґузе (Väljataguse), Лиила (Lõõla), Пійуметса (Piiumetsa), Реопалу (Reopalu), Рєа (Röa), Роовере (Roovere), Сауеауґу (Saueaugu), Юлейие (Ülejõe).

## Історія
12 грудня 1991 року Вяетсаська сільська рада перетворена у волость зі статусом самоврядування.
23 грудня 2016 року Уряд Естонії постановою № 152 затвердив утворення нової адміністративної одиниці шляхом об'єднання територій двох волостей зі складу повіту Ярвамаа: Вяетса і Тюрі, та волості Кяру, що належала повіту Рапламаа. Новий муніципалітет отримав назву волость Тюрі. Зміни в адміністративно-територіальному устрої, відповідно до постанови, мали набрати чинності з дня оголошення результатів виборів до волосної ради нового самоврядування.
15 жовтня 2017 року в Естонії відбулися вибори в органи місцевої влади. Утворення волості Тюрі набуло чинності 22 жовтня 2017 року. Волость Вяетса вилучена з «Переліку адміністративних одиниць на території Естонії».